# KDE Plasma 5
KDE Plasma 5 є п'ятим поколінням графічного середовища, створеного спільнотою KDE насамперед для систем Linux. KDE Plasma 5 є наступником KDE Plasma 4 і була вперше випущена 15 липня 2014 року. Вона містить нову тему за умовчанням, відому як «Breeze», а також підвищену конвергенцію між різними пристроями. Графічний інтерфейс був повністю перенесений на QML, який використовує OpenGL для апаратного прискорення, що призвело до підвищення продуктивності та зниження енергоспоживання. 28 лютого 2024 року її змінила KDE Plasma 6.

## Огляд

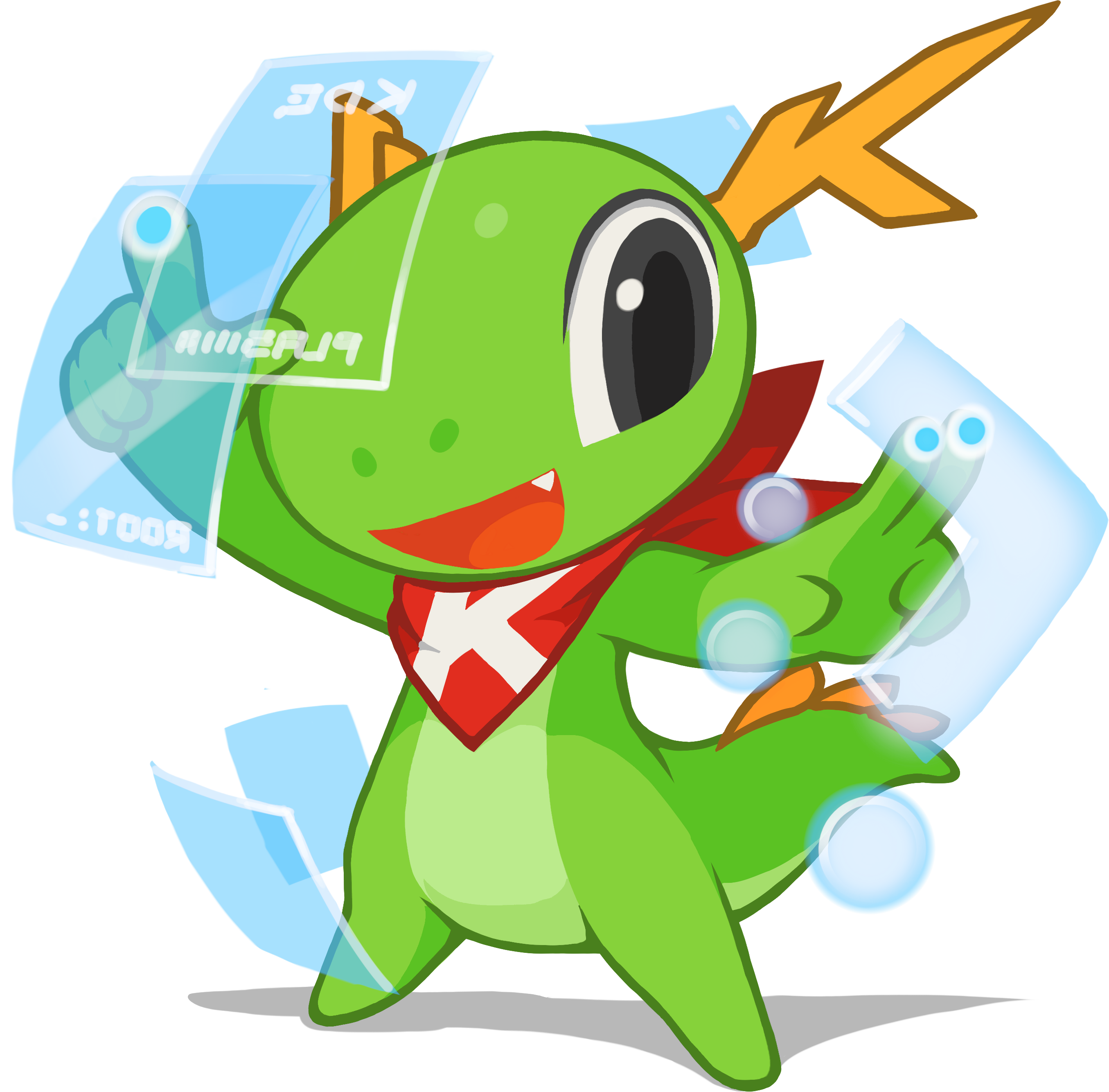
Маскот KDE Konqi з графічним середовищем Plasma

### Програмна архітектура
KDE Plasma 5 будується з використанням Qt 5 та KDE Frameworks 5, переважно Plasma-framework.
Це покращує підтримку HiDPI дисплеїв і дає на виході графічну оболонку, що добре конвергується і може самостійно налаштовуватися відповідно до використовуваного пристрою. Plasma 5 також включає нову тему за замовчуванням, яку називають Breeze. Зміни під капотом включають міграцію на новий, повністю апаратно прискорений графічний стек з центром на OpenGL ES — на основі Canvas (GUI). Plasma 5 завершує міграцію KDE Plasma 4 до Qt Quick. Qt 5 використовує Qt Quick 2, апаратно-прискорений OpenGL ES scenegraph, для складання і відтворення графіки на екрані, що дозволяє розвантажувати обчислювально дорогі графічні завдання рендерингу на GPU і звільняє ресурси на головному процесорі системи швидше та ефективніше.

### Система вікон
KDE Plasma 5 використовує X Window System, але підтримка Wayland знаходиться в розробці. Початкова підтримка для Wayland була доступна в випуску 5.4. Стабільна підтримка базової сесії Wayland була додана у реліз 5.5 (грудень 2015).

### Розробка
З моменту поділу KDE Software Compilation на KDE Plasma, KDE Frameworks і KDE Applications кожен підпроєкт може розвиватися у своєму темпі. KDE Plasma 5 має свій власний графік випуску, з функціональними випусками кожні три-чотири місяці та виправленням помилок у проміжних місяцях.

## Функції робочого столу
- KRunner — функція пошуку з кількома доступними плагінами. На додаток до швидкого запуску програм, він шукає файли, папки і виконує інші завдання, такі як конвертація іноземної валюти та перетворення вимірювань. Він також функціонує як калькулятор.[11]
- Activities — «віртуальні робочі столи», які мають власні макети та шпалери. Їх можна назвати і переміщати через меню Activities
- Налаштування робочих столів, макетів і панелей на декількох моніторах
- Віджети, що називається «плазмоїди», — можна додати на панель або на робочий стіл.
- Файловий менеджер Dolphin — пакетне перейменування файлів, може бути налаштоване через «сервісні меню», які додають нові функції до контекстного меню[12]
- Керування сесіями
- Spectacle — створення знімків екрану

## Історія
Перший технологічний перегляд Plasma 5 (на той час під назвою «Plasma 2») був випущений 13 грудня 2013 року. 15 липня 2014 року вийшла перша версія — Plasma 5.0. Навесні 2015 року Plasma 5 замінила Plasma 4 у багатьох популярних дистрибутивах, таких як Fedora 22, Kubuntu 15.04, та openSUSE Tumbleweed.

### Випуски
Функціональні випуски виходять кожні чотири місяці (до 5.8 — кожні три місяці) та випуски виправлення помилок у проміжні місяці. Після 5.8 LTS KDE планує підтримувати кожну нову версію LTS протягом 18 місяців з виправленнями помилок, тоді як нові регулярні версії побачать покращення функцій.
| Випуски KDE Plasma 5                                                        | Випуски KDE Plasma 5 | Випуски KDE Plasma 5 |
| Версія                                                                      | Дата                 | Основні зміни |
| --------------------------------------------------------------------------- | -------------------- | --- |
| 5.0                                                                         | 15 липня 2014        | Перший випуск. |
| 5.1                                                                         | 15 жовтня 2014       | Перенесені відсутні можливості з Plasma 4. |
| 5.2                                                                         | 27 січня 2015        | Нові компоненти: - BlueDevil[недоступне посилання]: інтегація технології Bluetooth у Plasma і KDE Applications. - KSSHAskPass[недоступне посилання]: front-end для ssh-add, який зберігає пароль ssh ключа у KWallet. - Muon[недоступне посилання]: Набір інструментів керування пакунками для систем на основі Debian, використовуючи індекс apt-xapian і алгоритм пошуку Synaptic. - sddm-kcm.git[недоступне посилання]: конфігураційний модуль для тем SDDM - KScreen [Архівовано 8 вересня 2014 у Wayback Machine.]: Найновіше програмне забезпечення KDE для керування екраном Добре інтегровані в KDE System Settings, використовує KDE Daemon та KGlobalAccel; для цього є libkscreen.git [Архівовано 8 вересня 2014 у Wayback Machine.]. - kde-gtk-config.git[недоступне посилання] GTK+ 2 і 3 style настройка стилю - KDecoration[недоступне посилання]: KDecoration2 — це бібліотека на основі плагінів для створення декорацій вікон. Ці декорації вікон можуть бути використані, наприклад, менеджером вікон на основі X11, який повторно відтворює вікно клієнта в рамку декорування вікна. |
| 5.3                                                                         | 28 квітня 2015       | Технологія попереднього перегляду Plasma Media Center. Нові аплети Bluetooth та тачпад. Покращене керування живленням. |
| 5.4                                                                         | 25 серпня 2015       | Початковий Wayland сессія, новий аплет гучності на основі QML та альтернативний повноекранний лаунчер. |
| 5.5                                                                         | 8 грудня 2015        | Покращена підтримка Wayland. |
| 5.6                                                                         | 22 березня 2016      | Підвищена безпека. |
| 5.7                                                                         | 5 липня 2016         | Wayland: «основні робочі процеси тепер повністю функціональні». Автоматична віртуальна клавіатура. |
| 5.8 LTS                                                                     | 4 жовтня 2016        | Версія з подовженим строком підтримки (LTS) |
| 5.9                                                                         | 31 січня 2017        | Покращення роботи Wayland. підтримка глобального меню. |
| 5.10                                                                        | 30 травня 2017       | Покращення ефективності. |
| 5.11                                                                        | 7 листопада 2017     | Редизайн системних параметрів. Історія оповіщень. Додані Plasma Vaults. Удосконалення Wayland. |
| 5.12 LTS                                                                    | 6 лютого 2018        | Підвищена стабільність і швидкість. Удосконалення Wayland. |
| 5.13                                                                        | 12 червня 2018       | Інтеграція з веббраузерами, що не належать до KDE; нові екрани блокування та входу; поліпшений зовнішній вигляд Discover; новий діалог вибору макета екрана при підключенні нового екрану. |
| 5.14                                                                        | 9 жовтня 2018        | Глобальна інтеграція меню GTK. Удосконалення Wayland. |
| 5.15                                                                        | 12 лютого 2019       | Wayland тепер підтримує віртуальні столи, сенсорний drag-and-drop; і основи: XdgStable, XdgPopups та XdgDecoration протоколи тепер повністю реалізовані. |
| 5.16                                                                        | 11 червня 2019       | Реконструйована система сповіщень із функцією «Не турбувати», групування в історії, критичні сповіщення в повноекранних програмах і кращі сповіщення про хід передачі файлів; підтримка власного драйвера NVIDIA на Wayland; повна підтримка VPN WireGuard; повна конфігурація сенсорної панелі на X11 з Libinput; модернізовані екрани входу, блокування та виходу з системи; Удосконалення інтерфейсу користувача в Plasma та Discover |
| 5.17                                                                        | 15 жовтня 2019       | Нічний режим доступний для X11. Plasma тепер розпізнає коли програма працює в повноекранному режимі, і запобігає появі спливаючих вікон у цьому режимі. Wayland: Plasma тепер підтримує дробове масштабування. |
| 5.18 LTS                                                                    | 11 лютого 2020       | Простіші налаштування системи. Інтерактивні повідомлення. Емодзі. Нові шпалери. Покращена інтеграція застосунків GTK. |
| 5.19                                                                        | 9 червня 2020        | Нові віджети системного моніторингу. Новий застосунок «Інфоцентр». Покращені візуальні ефекти та взаємодії у системному треї. Часові пояса відображаються у спливному вікні годинника. Вбудована функція відповіді на повідомлення застосунків, що підтримуються. Глобальне налаштування швидкості анімації. |
| 5.20                                                                        | 13 жовтня 2020       | S.M.A.R.T. моніторинг диску. У застосунку «Системні налаштування» з'явилась функція виділення змінених налаштувань. Віджет «Диспетчер задач» тепер має новий альтернативный вид «Тільки іконки». Годинник відображає дату за замовчуванням. Відбувся редизайн екраних меню. Більше налаштувань та покращень для перемикання між задачами, що згруповані у Диспетчері задач. Додані поєднання клавіш для тайлінгу вікон у куток екрану. Регулюємий поканальный баланс звуку. Натискання середньою кнопкою миші на іконку повідомлення для переходу в режим «Не турбувати». Wayland: підтримка скринкастингу, загального буферу обміну, вставка середньою кнопкою миші, мініатюри вікон та регулювання швидкості скролінгу. |
| 5.21                                                                        | 16 лютого 2021       | Новий застосунок запуску застосунків. Покращення теми застосунків (уніфікований заголовок). Breeze Twilight, новий варіант теми Breeze із поєднанням темної та світлої схеми. Новий Plasma System Monitor. Рефакторінг коду для KWin та Wayland із підтримкою віртуальної клавіатури для застосунків GTK. Нове меню Plasma Firewall та вдосконалені Системні Налаштування. Макет віджета Media Player покращено, і тепер він включає список застосунків, що відтворюють музику в заголовку вікна на панелі вкладок. |
| 5.22                                                                        | 8 червня 2021        | Адаптивна прозорість панелі. Вдосконалення віджетів та KRunner. Покращення стабільності сесії Wayland. |
| 5.23                                                                        | 14 жовтня 2021       | Оновлена тема: Breeze — Blue Ocean. Вибір кольорів акцентів стільниці. Можливість встановлення стану адаптера Bluetooth після входу до облікового запису за умовчанням. Спрощений пошук у Системних параметрах. Анімований візуальний супровід курсором запуску програм у сесії Wayland. |
| 5.24 LTS                                                                    | 8 лютого 2022        | Візуальне оновлення теми, щоб вона точніше відповідала стилю Breeze програм. Покращення вибору кольорів акцентів стільниці. Спрощення та пришвидшення роботи Системних параметрів. Можливість автоматичного перезапуску системи після завершення оновлення пакунків та покращена підтримка Flatpak у Discover. Розпізнавання за відбитками пальців для розблокування екрана та надання уповноважень програмам. Підтримка кольорів із глибиною понад 8 бітів, шоломів віртуальної реальності із оптимальною швидкодією та підтримка графічних планшетів у сесії Wayland. |
| 5.25                                                                        | 14 червня 2022       | За допомогою ефекту огляду можна переглядати усі відкриті вікна та віртуальні стільниці. Нові жести на трекпаді. Синхронізація кольору акценту зі зображенням тла. Новий сенсорний режим зі зміненими розмірами елементів. Змінено дизайн сторінки програм у Discover. Переписано сторінку параметрів скриптів KWin. |
| 5.26                                                                        | 11 жовтня 2022       | Можна змінювати розмір віджетів на панелі середовища, розмір шрифту цифрового годинника і крок зміни гучності у керуванні гучністю. Новий віджет Таймер. Дві нові програми для Big Screen: браузер Aura та програвач Plank. При переході зі світлої теми до темної автоматично може мінятися фонове зображення. Більш чіткий масштабований текст у програмах XWayland. |
| 5.27 LTS                                                                    | 14 лютого 2023       | Майстер Konqui для початкового налаштування. Початкова підтримка мозаїчності вікон. Зменшено кількість сторінок і розподілу пунктів налаштувань між сторінками у Системних параметрах. Змінено дизайн Discover. Покращена відповідність результатів пошуку в KRunner, також він може шукати визначення слів у словнику. У Wayland краще визначаються коефіцієнти масштабування. |
| Стара версіяСтара версія, все ще підтримуєтьсяОстання версіяМайбутній реліз |                      | |

## Галерея

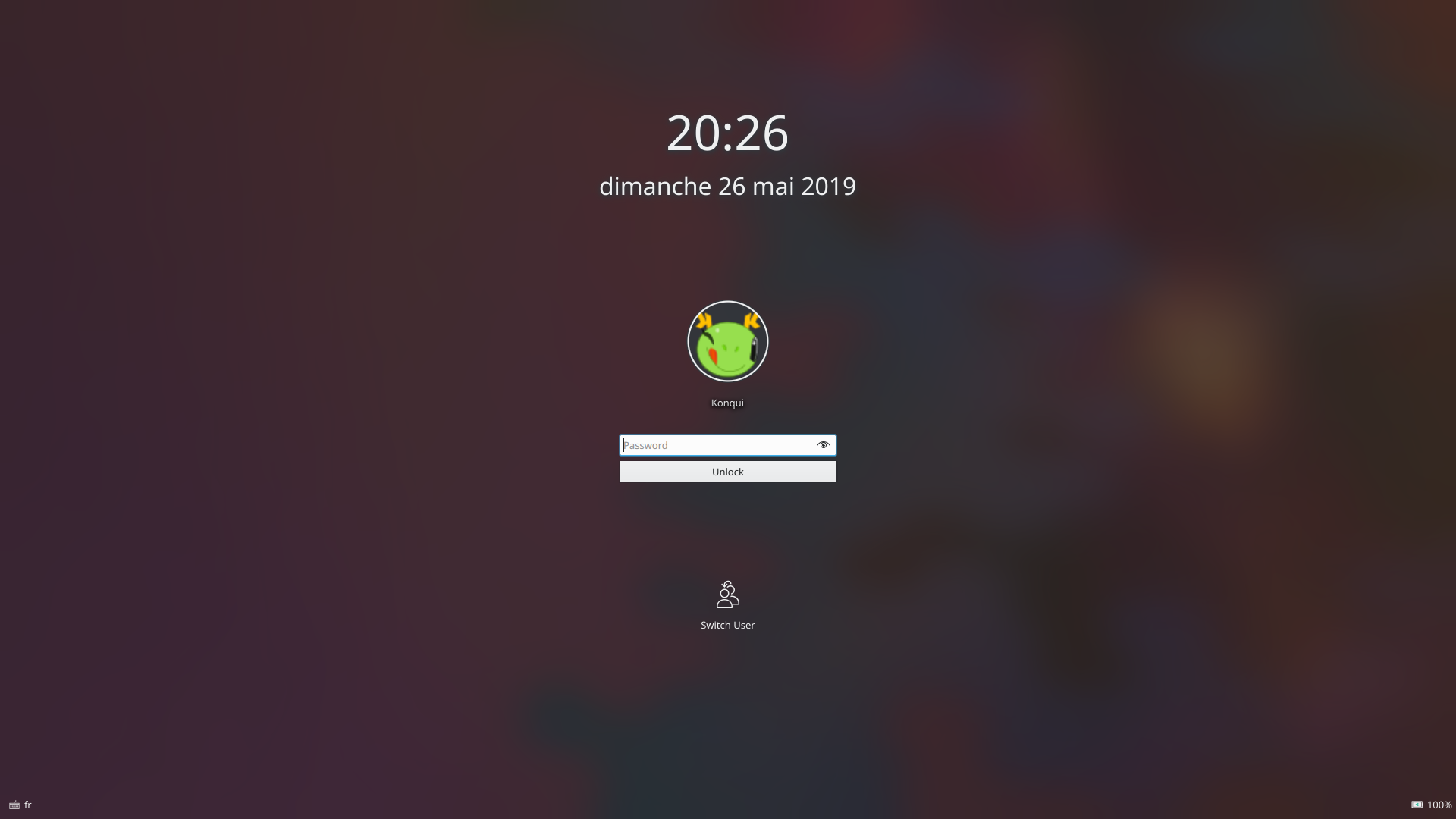
Стандартний екран вибору користувача у KDE Plasma 5
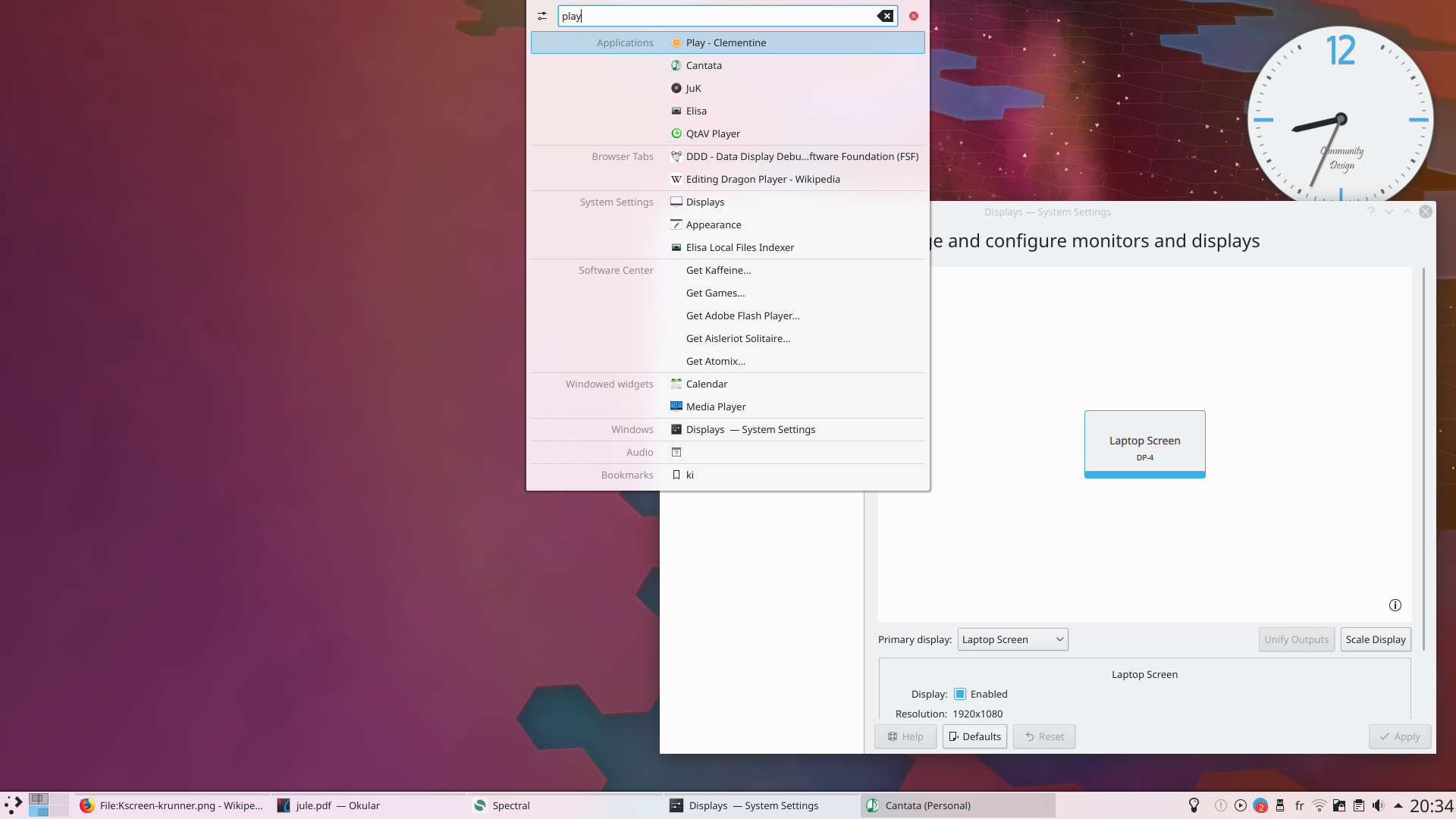
Plasma 5.0 виводить меню KRunner на дисплей.
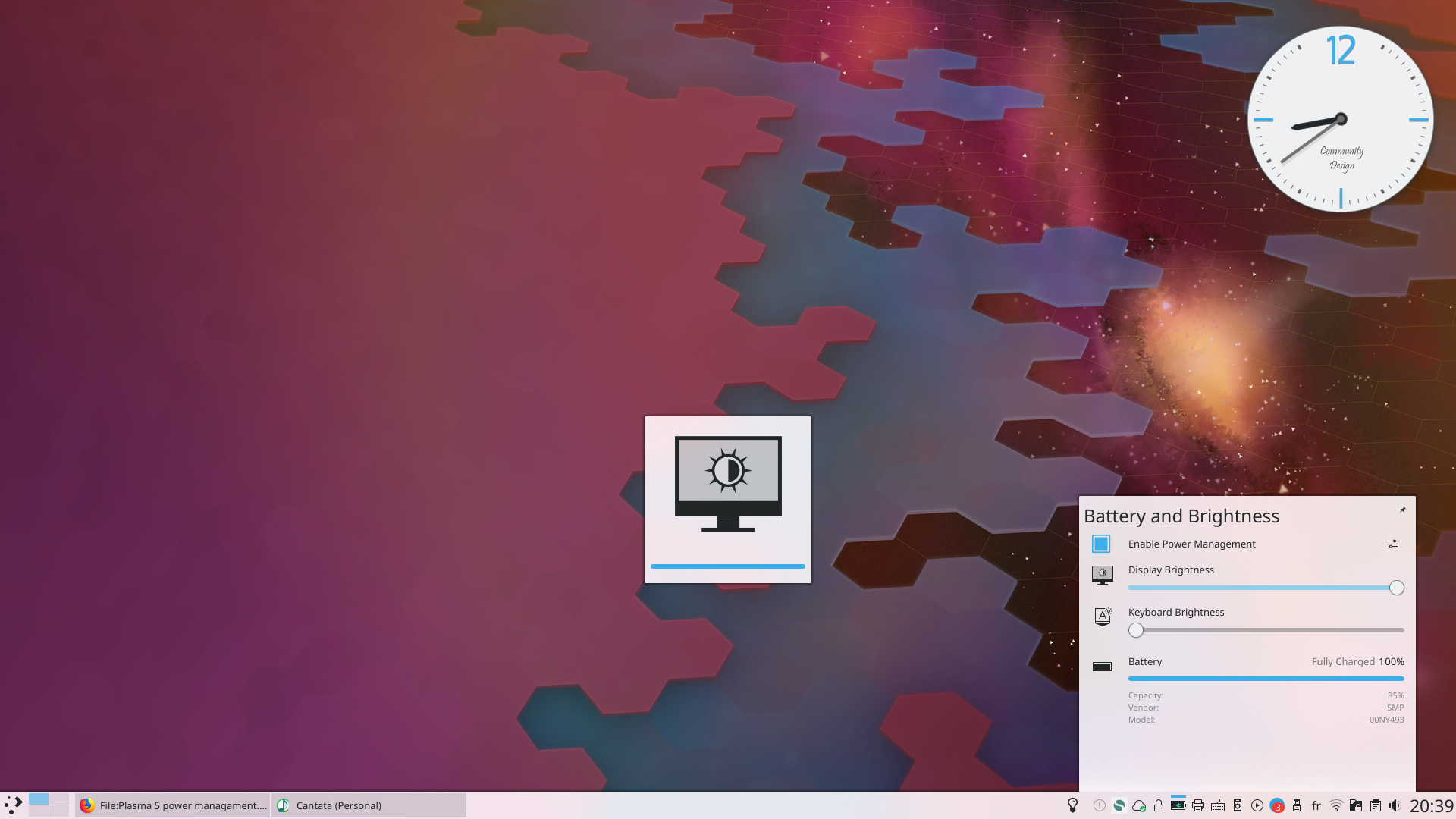
Утиліта для керування живленням.
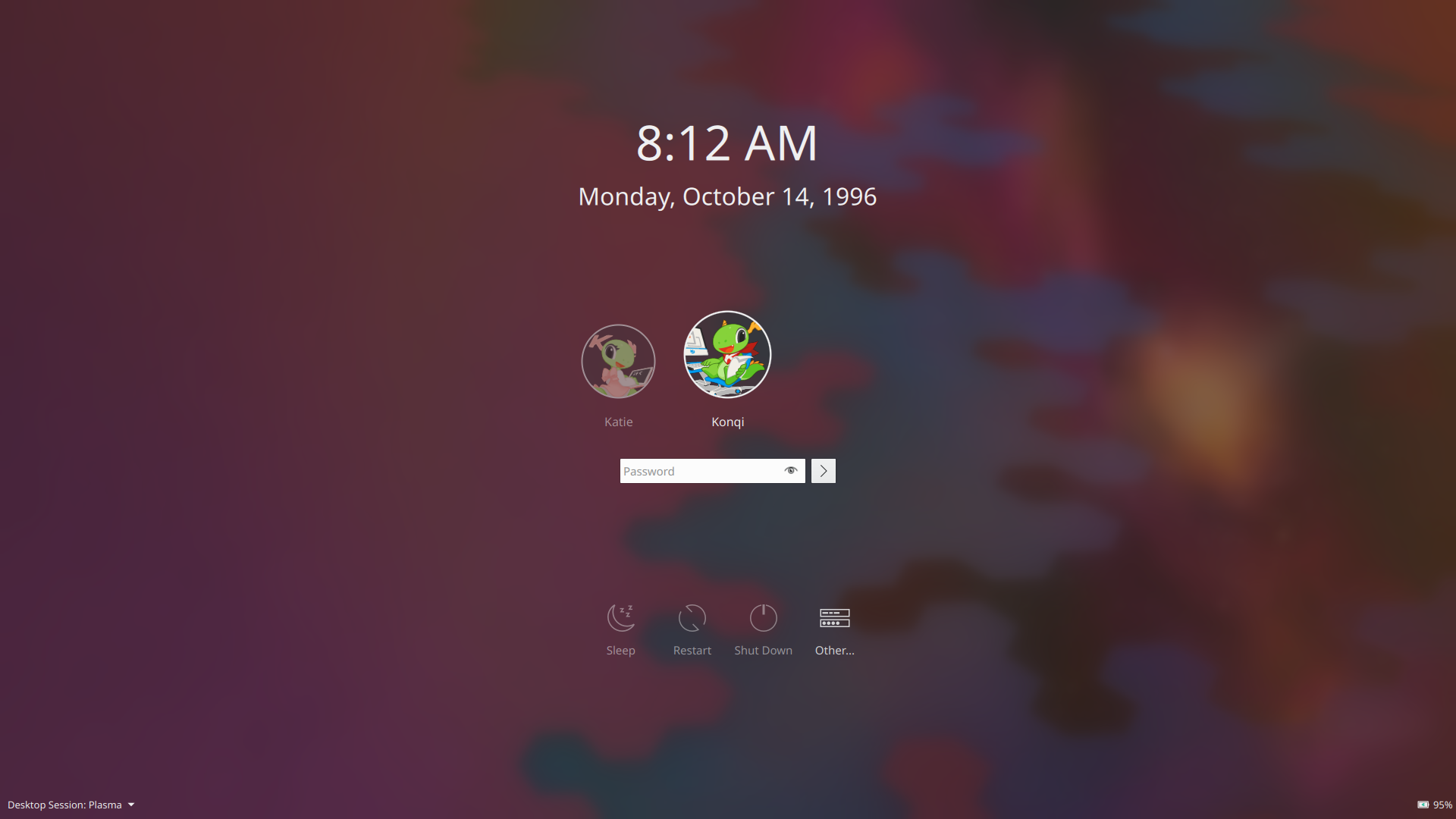
екран входу з інтеграцією Plasma
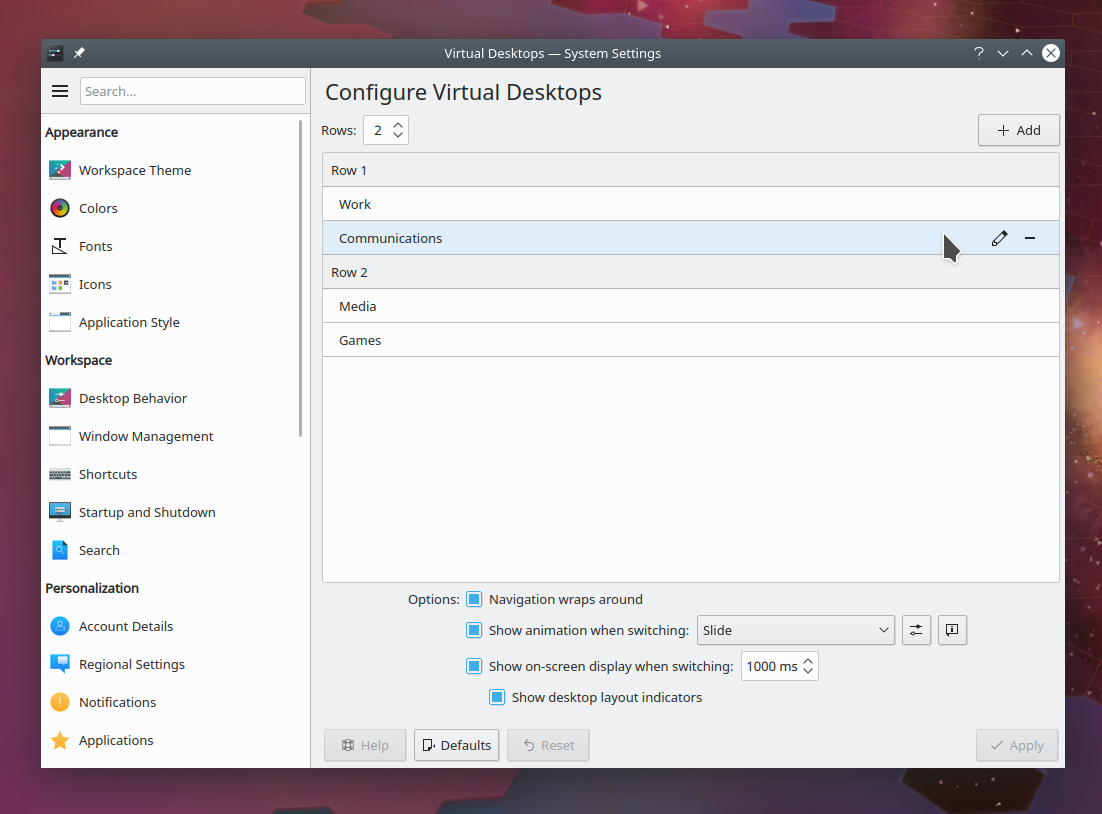
Параметри системи Plasma 5.16
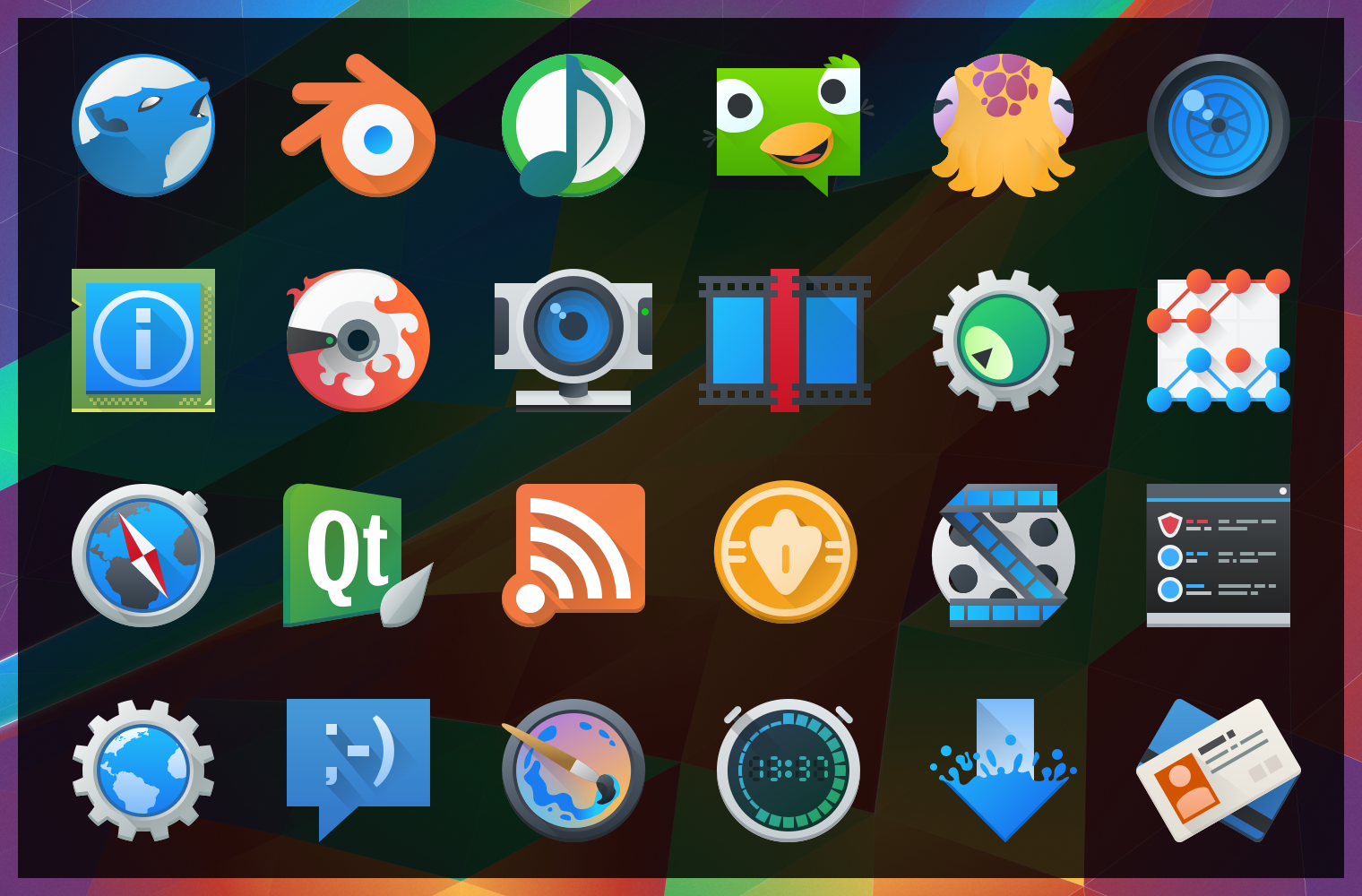
Іконки теми Breeze